# تجمع وادي سونة (تريم)

تعديل مصدري - تعديل

تجمع وادي سونة هي إحدى قرى عزلة تريم بمديرية تريم التابعة لمحافظة حضرموت، بلغ تعداد سكانها 39 نسمة حسب تعداد اليمن لعام 2004.